# Campeonato da Europa de Atletismo de 2014 - Heptatlo feminino
A prova do heptatlo feminino do Campeonato da Europa de Atletismo de 2014 foi disputada entre os dias 14 e 15 de agosto de 2014 no Estádio Letzigrund em Zurique, na Suíça. 

## Recordes
Antes desta competição, os recordes mundiais e do campeonato nesta prova eram os seguintes:
|                       | Nome                 | Nacionalidade  | Pontos | Local     | Data                   |
| --------------------- | -------------------- | -------------- | ------ | --------- | ---------------------- |
| Recorde mundial       | Jackie Joyner-Kersee | Estados Unidos | 7291   | Seul      | 24 de setembro de 1988 |
| Recorde do campeonato | Jessica Ennis        | Reino Unido    | 6823   | Barcelona | 31 de julho de 2010    |
| Recorde europeu       | Carolina Klüft       | Suécia         | 7032   | Osaka     | 26 de maio de 2007     |

## Medalhistas
| Ouro                         | Prata                 | Bronze                 |
| Antoinette Nana Djimou (FRA) | Nadine Broersen (NED) | Nafissatou Thiam (BEL) |

## Cronograma
Todos os horários são locais (UTC+2).
| Data         | Horário | Fase                     |
| ------------ | ------- | ------------------------ |
| 14 de agosto | 10:30   | 100 metros com barreiras |
| 14 de agosto | 12:05   | Salto em altura          |
| 14 de agosto | 19:50   | Arremesso de peso        |
| 14 de agosto | 21:12   | 200 metros               |
| 15 de agosto | 11:40   | Salto em distância       |
| 15 de agosto | 18:04   | Lançamento de dardo      |
| 15 de agosto | 21:15   | 800 metros               |

## Resultados

### 100 metros com barreiras
| Posição | Bateria | Raia | Atleta                   | Nacionalidade | Tempo | Notas                | Pontos |
| ------- | ------- | ---- | ------------------------ | ------------- | ----- | -------------------- | ------ |
| 1       | 2       | 7    | Antoinette Nana Djimou   | França        | 13.05 | Recorde da temporada | 1117   |
| 2       | 3       | 6    | Anastasiya Mokhnyuk      | Ucrânia       | 13.08 | Recorde pessoal      | 1112   |
| 3       | 3       | 8    | Carolin Schäfer          | Alemanha      | 13.20 | Recorde pessoal      | 1094   |
| 4       | 3       | 2    | Grit Šadeiko             | Estónia       | 13.28 | Recorde pessoal      | 1083   |
| 5       | 3       | 7    | Nadine Broersen          | Países Baixos | 13.48 |                      | 1053   |
| 6       | 3       | 5    | Claudia Rath             | Alemanha      | 13.54 |                      | 1044   |
| 7       | 2       | 6    | Karolina Tymińska        | Polónia       | 13.56 |                      | 1041   |
| 8       | 2       | 3    | Xénia Krizsán            | Hungria       | 13.59 |                      | 1037   |
| 9       | 3       | 4    | Linda Züblin             | Suíça         | 13.60 |                      | 1036   |
| 10      | 3       | 3    | Laura Ikauniece-Admidina | Letônia       | 13.61 |                      | 1034   |
| 11      | 2       | 4    | Ellen Sprunger           | Suíça         | 13.65 | Recorde da temporada | 1028   |
| 12      | 2       | 5    | Katsiaryna Netsviateyeva | Bielorrússia  | 13.67 | Recorde da temporada | 1026   |
| 13      | 3       | 1    | Anouk Vetter             | Países Baixos | 13.68 |                      | 1024   |
| 14      | 2       | 8    | Valérie Reggel           | Suíça         | 13.79 |                      | 1008   |
| 15      | 1       | 2    | Lilli Schwarzkopf        | Alemanha      | 13.87 |                      | 997    |
| 16      | 1       | 4    | Alina Fyodorova          | Ucrânia       | 14.01 |                      | 977    |
| 16      | 1       | 6    | Lucia Mokrášová          | Eslováquia    | 14.01 |                      | 977    |
| 18      | 2       | 1    | Nafissatou Thiam         | Bélgica       | 14.05 |                      | 971    |
| 19      | 1       | 3    | Györgyi Zsivoczky-Farkas | Hungria       | 14.06 | Recorde da temporada | 970    |
| 20      | 1       | 1    | Jessica Samuelsson       | Suécia        | 14.10 |                      | 964    |
| 21      | 1       | 7    | Mari Klaup               | Estónia       | 14.17 |                      | 954    |
| 22      | 1       | 5    | Ida Marcussen            | Noruega       | 14.26 |                      | 942    |
| 23      | 1       | 8    | Yana Maksimava           | Bielorrússia  | 14.29 |                      | 938    |
| 24      | 2       | 2    | Eliška Klučinová         | Chéquia       | 14.40 |                      | 923    |

### Salto em altura
| Posição | Grupo | Atleta                   | Nacionalidade | 1.55 | 1.58 | 1.61 | 1.64 | 1.67 | 1.70 | 1.73 | 1.76 | 1.79 | 1.82 | 1.85 | 1.88 | 1.91 | 1.94 | 1.97 | 2.00 | Resultados | Notas                | Pontos | Total |
| ------- | ----- | ------------------------ | ------------- | ---- | ---- | ---- | ---- | ---- | ---- | ---- | ---- | ---- | ---- | ---- | ---- | ---- | ---- | ---- | ---- | ---------- | -------------------- | ------ | ----- |
| 1       | B     | Nafissatou Thiam         | Bélgica       | –    | –    | –    | –    | –    | –    | –    | –    | o    | –    | o    | o    | xo   | xo   | xxo  | xxx  | 1.97       | NUR                  | 1198   | 2169  |
| 2       | B     | Nadine Broersen          | Países Baixos | –    | –    | –    | –    | –    | –    | –    | o    | o    | o    | o    | o    | o    | xo   | xr   |      | 1.94       | Recorde nacional     | 1158   | 2211  |
| 3       | B     | Yana Maksimava           | Bielorrússia  | –    | –    | –    | –    | –    | –    | –    | o    | o    | o    | o    | xxo  | xxx  |      |      |      | 1.88       |                      | 1080   | 2018  |
| 4       | B     | Lilli Schwarzkopf        | Alemanha      | –    | –    | –    | –    | –    | –    | o    | o    | xo   | o    | o    | xxx  |      |      |      |      | 1.85       | Recorde pessoal      | 1041   | 2038  |
| 5       | B     | Laura Ikauniece-Admidina | Letônia       | –    | –    | –    | –    | –    | –    | –    | o    | o    | o    | xxx  |      |      |      |      |      | 1.82       |                      | 1003   | 2037  |
| 5       | B     | Carolin Schäfer          | Alemanha      | –    | –    | –    | –    | –    | o    | o    | o    | o    | o    | xxx  |      |      |      |      |      | 1.82       |                      | 1003   | 2097  |
| 7       | A     | Györgyi Zsivoczky-Farkas | Hungria       | –    | –    | –    | –    | o    | –    | o    | o    | xo   | xo   | xxx  |      |      |      |      |      | 1.82       | Recorde da temporada | 1003   | 1973  |
| 8       | B     | Anastasiya Mokhnyuk      | Ucrânia       | –    | –    | –    | –    | –    | –    | o    | o    | xxo  | xxo  | xxx  |      |      |      |      |      | 1.82       | Recorde pessoal      | 1003   | 2115  |
| 9       | A     | Claudia Rath             | Alemanha      | –    | –    | –    | o    | o    | o    | o    | o    | o    | xxx  |      |      |      |      |      |      | 1.79       |                      | 966    | 2010  |
| 10      | B     | Xénia Krizsán            | Hungria       | –    | –    | –    | o    | –    | xo   | o    | xo   | xo   | xxx  |      |      |      |      |      |      | 1.79       |                      | 966    | 2003  |
| 11      | A     | Anouk Vetter             | Países Baixos | –    | –    | –    | –    | o    | o    | o    | o    | xxo  | xxx  |      |      |      |      |      |      | 1.79       | Recorde da temporada | 966    | 1990  |
| 12      | A     | Antoinette Nana Djimou   | França        | –    | –    | –    | –    | o    | o    | o    | o    | xxx  |      |      |      |      |      |      |      | 1.76       | Recorde da temporada | 928    | 2045  |
| 12      | B     | Alina Fyodorova          | Ucrânia       | –    | –    | –    | o    | –    | o    | o    | o    | xxx  |      |      |      |      |      |      |      | 1.76       |                      | 928    | 1905  |
| 12      | A     | Katsiaryna Netsviateyeva | Bielorrússia  | –    | –    | o    | o    | o    | o    | o    | o    | xxx  |      |      |      |      |      |      |      | 1.76       |                      | 928    | 1954  |
| 15      | A     | Jessica Samuelsson       | Suécia        | –    | –    | –    | o    | o    | o    | xo   | o    | xxx  |      |      |      |      |      |      |      | 1.76       | Recorde da temporada | 928    | 1892  |
| 16      | B     | Mari Klaup               | Estónia       | –    | –    | –    | –    | o    | o    | o    | xxo  | xxx  |      |      |      |      |      |      |      | 1.76       |                      | 928    | 1882  |
| 17      | A     | Grit Šadeiko             | Estónia       | –    | –    | –    | o    | o    | xo   | o    | xxo  | xxx  |      |      |      |      |      |      |      | 1.76       |                      | 928    | 2011  |
| 18      | A     | Ellen Sprunger           | Suíça         | –    | –    | –    | o    | o    | o    | o    | xxx  |      |      |      |      |      |      |      |      | 1.73       |                      | 891    | 1919  |
| 19      | A     | Ida Marcussen            | Noruega       | –    | –    | –    | –    | o    | o    | xxo  | xxx  |      |      |      |      |      |      |      |      | 1.73       | Recorde da temporada | 891    | 1833  |
| 20      | B     | Lucia Mokrášová          | Eslováquia    | –    | o    | o    | o    | xo   | o    | xxx  |      |      |      |      |      |      |      |      |      | 1.70       |                      | 855    | 1832  |
| 21      | A     | Valérie Reggel           | Suíça         | o    | –    | o    | xo   | xo   | o    | xxx  |      |      |      |      |      |      |      |      |      | 1.70       | Recorde pessoal      | 855    | 1863  |
| 22      | A     | Karolina Tymińska        | Polónia       | –    | –    | o    | o    | xxo  | xo   | xxx  |      |      |      |      |      |      |      |      |      | 1.70       |                      | 855    | 1896  |
| 23      | A     | Linda Züblin             | Suíça         | o    | o    | xo   | o    | xo   | xxx  |      |      |      |      |      |      |      |      |      |      | 1.67       | Recorde da temporada | 818    | 1854  |
|         | B     | Eliška Klučinová         | Chéquia       |      |      |      |      |      |      |      |      |      |      |      |      |      |      |      |      | DNS        |                      | DNF    |       |

### Arremesso de peso
| Posição | Grupo | Atleta                   | Nacionalidade | #1    | #2    | #3    | Resultados | Notas                | Pontos | Total |
| ------- | ----- | ------------------------ | ------------- | ----- | ----- | ----- | ---------- | -------------------- | ------ | ----- |
| 1       | B     | Jessica Samuelsson       | Suécia        | 14.50 | x     | x     | 14.50      |                      | 827    | 2719  |
| 2       | B     | Karolina Tymińska        | Polónia       | 13.98 | 14.47 | 13.62 | 14.47      |                      | 825    | 2721  |
| 3       | B     | Lilli Schwarzkopf        | Alemanha      | 13.92 | 13.76 | 14.44 | 14.44      |                      | 823    | 2861  |
| 4       | B     | Katsiaryna Netsviateyeva | Bielorrússia  | 14.42 | 14.33 | 14.41 | 14.42      |                      | 822    | 2776  |
| 5       | B     | Antoinette Nana Djimou   | França        | 14.13 | 14.35 | 13.64 | 14.35      |                      | 817    | 2862  |
| 6       | B     | Nafissatou Thiam         | Bélgica       | 13.37 | 14.29 | 13.82 | 14.29      |                      | 813    | 2982  |
| 7       | B     | Xénia Krizsán            | Hungria       | 13.26 | 14.17 | 13.90 | 14.17      |                      | 805    | 2808  |
| 8       | B     | Anouk Vetter             | Países Baixos | 13.43 | 14.16 | x     | 14.16      |                      | 805    | 2795  |
| 9       | B     | Yana Maksimava           | Bielorrússia  | 12.67 | 13.86 | 13.64 | 13.86      |                      | 785    | 2803  |
| 10      | A     | Valérie Reggel           | Suíça         | 13.70 | 13.56 | 13.31 | 13.70      |                      | 774    | 2637  |
| 11      | A     | Anastasiya Mokhnyuk      | Ucrânia       | 13.69 | x     | 13.17 | 13.69      | Recorde pessoal      | 773    | 2888  |
| 12      | A     | Györgyi Zsivoczky-Farkas | Hungria       | 12.67 | 13.53 | 13.60 | 13.60      |                      | 767    | 2740  |
| 13      | A     | Ellen Sprunger           | Suíça         | 12.89 | 13.24 | 13.42 | 13.42      | Recorde pessoal      | 755    | 2674  |
| 14      | A     | Carolin Schäfer          | Alemanha      | 13.37 | 13.02 | x     | 13.37      | Recorde da temporada | 752    | 2849  |
| 15      | B     | Nadine Broersen          | Países Baixos | 12.72 | 13.35 | 12.78 | 13.35      |                      | 751    | 2962  |
| 16      | A     | Linda Züblin             | Suíça         | 13.17 | 12.53 | x     | 13.17      |                      | 739    | 2593  |
| 17      | A     | Mari Klaup               | Estónia       | 11.90 | 13.16 | 12.39 | 13.16      |                      | 738    | 2620  |
| 18      | A     | Claudia Rath             | Alemanha      | 12.88 | 12.67 | 12.87 | 12.88      |                      | 719    | 2729  |
| 19      | A     | Ida Marcussen            | Noruega       | 12.54 | 12.73 | 12.77 | 12.77      |                      | 712    | 2545  |
| 20      | B     | Alina Fyodorova          | Ucrânia       | 12.76 | -     | -     | 12.76      |                      | 711    | 2616  |
| 21      | A     | Lucia Mokrášová          | Eslováquia    | 12.44 | 12.58 | 12.69 | 12.69      |                      | 707    | 2539  |
| 22      | A     | Laura Ikauniece-Admidina | Letônia       | 12.58 | x     | 12.30 | 12.58      |                      | 700    | 2737  |
| 23      | A     | Grit Šadeiko             | Estónia       | 11.43 | 12.31 | 12.11 | 12.31      |                      | 682    | 2693  |
| 24      | B     | Eliška Klučinová         | Chéquia       |       |       |       | DNS        |                      | 0      | DNF   |

### 200 metros
| Posição | Bateria | Raia | Atleta                   | Nacionalidade | Tempo | Notas                | Pontos | Total |
| ------- | ------- | ---- | ------------------------ | ------------- | ----- | -------------------- | ------ | ----- |
| 1       | 3       | 2    | Carolin Schäfer          | Alemanha      | 23.84 | Recorde pessoal      | 996    | 3845  |
| 2       | 3       | 8    | Ellen Sprunger           | Suíça         | 24.17 |                      | 964    | 3638  |
| 3       | 3       | 5    | Lucia Mokrášová          | Eslováquia    | 24.31 |                      | 951    | 3490  |
| 4       | 3       | 7    | Claudia Rath             | Alemanha      | 24.43 |                      | 940    | 3669  |
| 5       | 2       | 1    | Antoinette Nana Djimou   | França        | 24.52 | Recorde da temporada | 931    | 3793  |
| 6       | 2       | 4    | Grit Šadeiko             | Estónia       | 24.56 |                      | 928    | 3621  |
| 7       | 3       | 4    | Anouk Vetter             | Países Baixos | 24.61 |                      | 923    | 3718  |
| 7       | 3       | 3    | Karolina Tymińska        | Polónia       | 24.61 |                      | 923    | 3644  |
| 9       | 2       | 8    | Jessica Samuelsson       | Suécia        | 24.74 |                      | 911    | 3630  |
| 10      | 3       | 2    | Laura Ikauniece-Admidina | Letônia       | 24.75 |                      | 910    | 3647  |
| 11      | 2       | 7    | Anastasiya Mokhnyuk      | Ucrânia       | 24.83 |                      | 902    | 3790  |
| 12      | 3       | 6    | Valérie Reggel           | Suíça         | 25.05 |                      | 882    | 3519  |
| 13      | 2       | 3    | Nadine Broersen          | Países Baixos | 25.08 |                      | 879    | 3841  |
| 14      | 2       | 6    | Nafissatou Thiam         | Bélgica       | 25.19 |                      | 869    | 3851  |
| 15      | 2       | 5    | Katsiaryna Netsviateyeva | Bielorrússia  | 25.23 |                      | 866    | 3642  |
| 16      | 1       | 3    | Xénia Krizsán            | Hungria       | 25.37 |                      | 853    | 3661  |
| 17      | 1       | 5    | Ida Marcussen            | Noruega       | 25.73 |                      | 821    | 3366  |
| 18      | 1       | 6    | Mari Klaup               | Estónia       | 25.83 | Recorde da temporada | 812    | 3432  |
| 19      | 1       | 8    | Lilli Schwarzkopf        | Alemanha      | 25.86 |                      | 809    | 3670  |
| 20      | 1       | 1    | Györgyi Zsivoczky-Farkas | Hungria       | 25.87 |                      | 809    | 3549  |
| 21      | 1       | 2    | Linda Züblin             | Suíça         | 26.02 |                      | 795    | 3388  |
| 22      | 1       | 4    | Yana Maksimava           | Bielorrússia  | 26.47 |                      | 757    | 3580  |
| 23      | 1       | 7    | Alina Fyodorova          | Ucrânia       | DNS   |                      | 0      | DNF   |
| 24      | 2       | 2    | Eliška Klučinová         | Chéquia       | DNS   |                      | 0      | DNF   |

### Salto em distância
| Posição | Grupo | Atleta                   | Nacionalidade | #1   | #2   | #3   | Resultados | Notas                | Pontos | Total |
| ------- | ----- | ------------------------ | ------------- | ---- | ---- | ---- | ---------- | -------------------- | ------ | ----- |
| 1       | B     | Claudia Rath             | Alemanha      | 6.31 | 6.32 | x    | 6.32       |                      | 949    | 4618  |
| 2       | B     | Carolin Schäfer          | Alemanha      | 6.12 | 6.30 | 6.23 | 6.30       | Recorde pessoal      | 943    | 4788  |
| 3       | B     | Antoinette Nana Djimou   | França        | 5.86 | 6.25 | 6.10 | 6.25       | Recorde da temporada | 927    | 4720  |
| 4       | B     | Anastasiya Mokhnyuk      | Ucrânia       | 5.90 | 6.24 | x    | 6.24       |                      | 924    | 4714  |
| 5       | A     | Laura Ikauniece-Admidina | Letônia       | 6.11 | 6.02 | 6.20 | 6.20       | Recorde da temporada | 912    | 4559  |
| 6       | B     | Lilli Schwarzkopf        | Alemanha      | 6.15 | 6.18 | x    | 6.18       |                      | 905    | 4575  |
| 6       | B     | Nafissatou Thiam         | Bélgica       | 6.18 | x    | 5.97 | 6.18       |                      | 905    | 4756  |
| 8       | B     | Nadine Broersen          | Países Baixos | 6.16 | x    | x    | 6.16       |                      | 899    | 4740  |
| 9       | A     | Valérie Reggel           | Suíça         | x    | x    | 6.14 | 6.14       | Recorde pessoal      | 893    | 4412  |
| 10      | B     | Grit Šadeiko             | Estónia       | x    | 6.04 | 6.07 | 6.07       |                      | 871    | 4492  |
| 10      | A     | Karolina Tymińska        | Polónia       | 6.07 | 6.03 | 6.04 | 6.07       |                      | 871    | 4515  |
| 12      | A     | Ida Marcussen            | Noruega       | x    | x    | 6.05 | 6.05       |                      | 865    | 4231  |
| 13      | B     | Anouk Vetter             | Países Baixos | x    | 5.96 | 6.04 | 6.04       | Recorde pessoal      | 862    | 4580  |
| 14      | A     | Xénia Krizsán            | Hungria       | 5.83 | 6.01 | 5.85 | 6.01       | Recorde da temporada | 853    | 4514  |
| 15      | B     | Linda Züblin             | Suíça         | 4.14 | 5.84 | 5.97 | 5.97       |                      | 840    | 4228  |
| 16      | A     | Ellen Sprunger           | Suíça         | 5.90 | 5.91 | 5.95 | 5.95       | Recorde da temporada | 834    | 4472  |
| 17      | B     | Györgyi Zsivoczky-Farkas | Hungria       | 5.94 | x    | 5.76 | 5.94       |                      | 831    | 4380  |
| 18      | A     | Lucia Mokrášová          | Eslováquia    | 5.75 | 5.75 | 5.73 | 5.75       |                      | 774    | 4264  |
| 19      | A     | Mari Klaup               | Estónia       | x    | 5.73 | 5.67 | 5.73       | Recorde da temporada | 768    | 4200  |
| 20      | A     | Yana Maksimava           | Bielorrússia  | 5.58 | x    | 5.50 | 5.58       |                      | 723    | 4283  |
| 21      | A     | Katsiaryna Netsviateyeva | Bielorrússia  | 5.50 | 5.44 | 5.51 | 5.51       |                      | 703    | 4345  |
| 22      | B     | Jessica Samuelsson       | Suécia        | x    | r    |      | NM         |                      | 0      | 3630  |
| 23      | B     | Alina Fyodorova          | Ucrânia       |      |      |      | DNS        |                      | 0      | DNF   |
| 24      |       | Eliška Klučinová         | Chéquia       |      |      |      | DNS        |                      | 0      | DNF   |

### Lançamento de dardo
| Posição | Grupo | Atleta                   | Nacionalidade | #1    | #2    | #3    | Resultados | Notas                | Pontos | Total |
| ------- | ----- | ------------------------ | ------------- | ----- | ----- | ----- | ---------- | -------------------- | ------ | ----- |
| 1       | B     | Antoinette Nana Djimou   | França        | 48.21 | x     | 54.18 | 54.18      |                      | 941    | 5661  |
| 2       | B     | Anouk Vetter             | Países Baixos | 43.54 | 52.49 | -     | 52.49      | Recorde da temporada | 908    | 5488  |
| 3       | B     | Nadine Broersen          | Países Baixos | x     | 41.50 | 52.18 | 52.18      | Recorde da temporada | 902    | 5642  |
| 4       | B     | Lilli Schwarzkopf        | Alemanha      | 52.17 | 50.56 | 51.31 | 52.17      |                      | 902    | 5477  |
| 5       | B     | Laura Ikauniece-Admidina | Letônia       | 47.84 | 50.00 | 51.30 | 51.30      | Recorde da temporada | 885    | 5444  |
| 6       | A     | Györgyi Zsivoczky-Farkas | Hungria       | 44.74 | 46.25 | 50.73 | 50.73      | Recorde pessoal      | 874    | 5254  |
| 7       | B     | Nafissatou Thiam         | Bélgica       | 49.34 | 44.25 | 49.69 | 49.69      |                      | 854    | 5610  |
| 8       | B     | Ida Marcussen            | Noruega       | 44.07 | 43.72 | 47.85 | 47.85      |                      | 819    | 5050  |
| 9       | B     | Mari Klaup               | Estónia       | 45.82 | 47.52 | 41.26 | 47.52      |                      | 812    | 5012  |
| 10      | B     | Yana Maksimava           | Bielorrússia  | 45.80 | 42.26 | 42.30 | 45.80      |                      | 779    | 5062  |
| 11      | A     | Linda Züblin             | Suíça         | 45.08 | 44.43 | 45.28 | 45.28      |                      | 769    | 4997  |
| 12      | A     | Valérie Reggel           | Suíça         | 40.34 | 40.78 | 44.46 | 44.46      | Recorde pessoal      | 753    | 5165  |
| 13      | B     | Carolin Schäfer          | Alemanha      | 44.19 | 43.77 | x     | 44.19      |                      | 748    | 5536  |
| 14      | A     | Grit Šadeiko             | Estónia       | 43.84 | 42.19 | 40.54 | 43.84      |                      | 741    | 5233  |
| 15      | B     | Xénia Krizsán            | Hungria       | 43.38 | x     | 43.58 | 43.58      |                      | 736    | 5250  |
| 16      | A     | Claudia Rath             | Alemanha      | 42.20 | 43.45 | x     | 43.45      | Recorde pessoal      | 734    | 5352  |
| 17      | A     | Ellen Sprunger           | Suíça         | 41.06 | 38.20 | x     | 41.06      | Recorde da temporada | 688    | 5160  |
| 18      | A     | Jessica Samuelsson       | Suécia        | 39.17 | 41.01 | 38.74 | 41.01      | Recorde da temporada | 687    | 4317  |
| 19      | A     | Karolina Tymińska        | Polónia       | 38.04 | 40.60 | 38.33 | 40.60      |                      | 679    | 5194  |
| 20      | A     | Katsiaryna Netsviateyeva | Bielorrússia  | 40.38 | 38.65 | x     | 40.38      |                      | 675    | 5020  |
| 21      | A     | Lucia Mokrášová          | Eslováquia    | 36.73 | 38.73 | x     | 38.73      | Recorde pessoal      | 639    | 4903  |
| 22      | A     | Anastasiya Mokhnyuk      | Ucrânia       | 34.80 | 33.50 | 34.97 | 34.97      |                      | 571    | 5285  |
| 23      |       | Alina Fyodorova          | Ucrânia       |       |       |       | DNS        |                      | 0      | DNF   |
| 24      |       | Eliška Klučinová         | Chéquia       |       |       |       | DNS        |                      | 0      | DNF   |

### 800 metros
| Posição | Bateria | Atleta                   | Nacionalidade | Tempo   | Notas                | Pontos |
| ------- | ------- | ------------------------ | ------------- | ------- | -------------------- | ------ |
| 1       | 1       | Katsiaryna Netsviateyeva | Bielorrússia  | 2:11.01 | Recorde pessoal      | 950    |
| 2       | 1       | Karolina Tymińska        | Polónia       | 2:11.84 |                      | 938    |
| 3       | 1       | Valérie Reggel           | Suíça         | 2:12.68 | Recorde da temporada | 926    |
| 4       | 1       | Ellen Sprunger           | Suíça         | 2:12.93 | Recorde pessoal      | 922    |
| 5       | 1       | Yana Maksimava           | Bielorrússia  | 2:12.98 |                      | 921    |
| 6       | 1       | Ida Marcussen            | Noruega       | 2:13.45 |                      | 915    |
| 7       | 1       | Xénia Krizsán            | Hungria       | 2:14.07 |                      | 906    |
| 8       | 2       | Györgyi Zsivoczky-Farkas | Hungria       | 2:14.68 | Recorde da temporada | 897    |
| 9       | 2       | Antoinette Nana Djimou   | França        | 2:15.22 | Recorde pessoal      | 890    |
| 10      | 2       | Claudia Rath             | Alemanha      | 2:16.43 |                      | 873    |
| 11      | 2       | Laura Ikauniece-Admidina | Letônia       | 2:16.90 |                      | 866    |
| 12      | 2       | Carolin Schäfer          | Alemanha      | 2:17.39 | Recorde pessoal      | 859    |
| 13      | 2       | Nadine Broersen          | Países Baixos | 2:17.66 |                      | 856    |
| 14      | 2       | Lilli Schwarzkopf        | Alemanha      | 2:17.67 |                      | 855    |
| 15      | 1       | Lucia Mokrášová          | Eslováquia    | 2:19.27 | Recorde pessoal      | 833    |
| 16      | 2       | Nafissatou Thiam         | Bélgica       | 2:20.79 | Recorde pessoal      | 813    |
| 17      | 2       | Anouk Vetter             | Países Baixos | 2:22.27 | Recorde pessoal      | 793    |
| 18      | 1       | Grit Šadeiko             | Estónia       | 2:23.16 |                      | 781    |
| 19      | 1       | Mari Klaup               | Estónia       | 2:25.30 |                      | 753    |
| 20      | 2       | Anastasiya Mokhnyuk      | Ucrânia       | 2:26.32 |                      | 740    |

## Classificação final
| Posição           | Atleta                   | Nacionalidade | 100 m | SA   | AP    | 200 m | SD   | LD    | 800 m   | Pontos | Notas                |
| ----------------- | ------------------------ | ------------- | ----- | ---- | ----- | ----- | ---- | ----- | ------- | ------ | -------------------- |
| Medalha de ouro   | Antoinette Nana Djimou   | França        | 13.05 | 1.76 | 14.35 | 24.52 | 6.25 | 54.18 | 2:15.22 | 6551   | Recorde da temporada |
| Medalha de prata  | Nadine Broersen          | Países Baixos | 13.48 | 1.94 | 13.35 | 25.08 | 6.16 | 52.18 | 2:17.66 | 6498   |                      |
| Medalha de bronze | Nafissatou Thiam         | Bélgica       | 14.05 | 1.97 | 14.29 | 25.19 | 6.18 | 49.69 | 2:20.79 | 6423   |                      |
| 4                 | Carolin Schäfer          | Alemanha      | 13.20 | 1.82 | 13.37 | 23.84 | 6.30 | 44.19 | 2:17.39 | 6395   | Recorde pessoal      |
| 5                 | Lilli Schwarzkopf        | Alemanha      | 13.87 | 1.85 | 14.44 | 25.86 | 6.18 | 52.17 | 2:17.67 | 6332   |                      |
| 6                 | Laura Ikauniece-Admidina | Letônia       | 13.61 | 1.82 | 12.58 | 24.75 | 6.20 | 51.30 | 2:16.90 | 6310   |                      |
| 7                 | Anouk Vetter             | Países Baixos | 13.68 | 1.79 | 14.16 | 24.61 | 6.04 | 52.49 | 2:22.27 | 6281   |                      |
| 8                 | Claudia Rath             | Alemanha      | 13.54 | 1.79 | 12.88 | 24.43 | 6.32 | 43.45 | 2:16.43 | 6225   |                      |
| 9                 | Xénia Krizsán            | Hungria       | 13.59 | 1.79 | 14.17 | 25.37 | 6.01 | 43.58 | 2:14.07 | 6156   |                      |
| 10                | Györgyi Zsivoczky-Farkas | Hungria       | 14.06 | 1.82 | 13.60 | 25.87 | 5.94 | 50.73 | 2:14.68 | 6151   | Recorde da temporada |
| 11                | Karolina Tymińska        | Polónia       | 13.56 | 1.70 | 14.47 | 24.61 | 6.07 | 40.60 | 2:11.84 | 6132   |                      |
| 12                | Valérie Reggel           | Suíça         | 13.79 | 1.70 | 13.70 | 25.05 | 6.14 | 44.46 | 2:12.68 | 6091   | Recorde pessoal      |
| 13                | Ellen Sprunger           | Suíça         | 13.65 | 1.73 | 13.42 | 24.17 | 5.95 | 41.06 | 2:12.93 | 6082   | Recorde da temporada |
| 14                | Anastasiya Mokhnyuk      | Ucrânia       | 13.08 | 1.82 | 13.69 | 24.83 | 6.24 | 34.97 | 2:26.32 | 6025   |                      |
| 15                | Grit Šadeiko             | Estónia       | 13.28 | 1.76 | 12.31 | 24.56 | 6.07 | 43.84 | 2:23.16 | 6014   |                      |
| 16                | Yana Maksimava           | Bielorrússia  | 14.29 | 1.88 | 13.86 | 26.47 | 5.58 | 45.80 | 2:12.98 | 5983   |                      |
| 17                | Katsiaryna Netsviateyeva | Bielorrússia  | 13.67 | 1.76 | 14.42 | 25.23 | 5.51 | 40.38 | 2:11.01 | 5970   |                      |
| 18                | Ida Marcussen            | Noruega       | 14.26 | 1.73 | 12.77 | 25.73 | 6.05 | 47.85 | 2:13.45 | 5965   |                      |
| 19                | Mari Klaup               | Estónia       | 14.17 | 1.76 | 13.16 | 25.83 | 5.73 | 47.52 | 2:25.30 | 5765   | Recorde da temporada |
| 20                | Lucia Mokrášová          | Eslováquia    | 14.01 | 1.70 | 12.69 | 24.31 | 5.75 | 38.53 | 2:19.27 | 5736   |                      |
| 21                | Linda Züblin             | Suíça         | 13.60 | 1.67 | 13.17 | 26.02 | 5.97 | 45.28 | DNS     | DNF    |                      |
| 22                | Jessica Samuelsson       | Suécia        | 14.10 | 1.76 | 14.50 | 24.74 | NM   | 41.01 | DNS     | DNF    |                      |
| 23                | Alina Fyodorova          | Ucrânia       | 14.01 | 1.76 | 12.76 | DNS   | –    | –     | DNS     | DNF    |                      |
| 24                | Eliška Klučinová́         | Chéquia       | 14.40 | DNS  | –     | –     | –    | –     | DNS     | DNF    |                      |

Legenda
| Recorde mundial       | Recorde mundial (World record)               |                       | Recorde africano                      | Recorde africano (African) |                                           | Q | Classificado por posição (Qualified) |
| Recorde do campeonato | Recorde do campeonato (Championship record)  | Recorde da América    | Recorde da América (Americas)         | q                          | Classificado por melhor tempo (Qualified) |   |                                      |
| Melhor marca do ano   | Melhor marca do ano (World leading)          | Recorde asiático      | Recorde asiático (Asian)              | DNS                        | Não largou (Did not start)                |   |                                      |
| Recorde nacional      | Recorde nacional (National record)           | Recorde europeu       | Recorde europeu (European)            | DNF                        | Não terminou (Did not finish)             |   |                                      |
| Recorde pessoal       | Recorde pessoal do atleta (Personal best)    | Recorde da Oceania    | Recorde da Oceania (Oceania)          | DSQ / DQ                   | Desclassificado (Disqualified)            |   |                                      |
| Recorde da temporada  | Recorde da temporada do atleta (Season best) | Recorde sul-americano | Recorde sul-americano (South America) | NM                         | Sem marca (No mark)                       |   |                                      |